# Montemitro
Montemitro (Mundimitar in croato molisano) è un comune italiano di 274 abitanti della provincia di Campobasso, in Molise.
È uno dei tre comuni del Molise di lingua e cultura croata, in cui la l'idioma proprio slavo-croato (štokava-ikava) è tuttora parlato e coltivato dai suoi abitanti. I suoi abitanti sono i discendenti di quelle popolazioni slavo-croate giunte in Italia, contemporaneamente agli albanesi, tra la fine del XV secolo e gli inizi del XVI secolo, provenienti forse dalla valle della Narenta, nell'attuale Bosnia ed Erzegovina e Croazia (Albania veneta). 

## Storia
Montemitro, nel dialetto locale chiamato Mundimitar, è uno degli insediamenti slavi in Italia. Insieme ad Acquaviva Collecroce e San Felice del Molise costituisce la colonia croata fondata dai profughi dalmati che nel XV secolo hanno ripopolato alcuni centri del Molise.
L'esistenza di Montemitro, però, è documentata in epoca anteriore; le prime notizie risalgono al 1024 quando i benedettini nella loro Chronica Monasterii Casinensis riferiscono della Marenda del Castello de Monte Metulo. Successivamente è identificata come Mons Mitulus (1150-1278), Mons Mileto (1328), poi ancora Monte Mitulo, Monte Mirto fino a giungere, attraverso Montemitolo o Montemitoli, all'attuale denominazione di Montemitro.
È certa quindi la presenza di un insediamento precedente alla venuta dei croati. Questi per sfuggire all'invasione ottomana e per ripopolare le terre molisane devastate da terremoti ed epidemie, furono chiamati e ospitati dai governanti locali e dalla Chiesa a partire dalla fine del XV secolo. Il feudo di Montemitro durante il XVIII secolo venne ceduto alla nobile famiglia dei Siliberto Neri, marchesi di Acquaviva Collecroce.
Ancora oggi in questo paese si parla l'antico dialetto dalmata, detto 'na-našo. In base agli studi storici e linguistici, si ritiene che l'area di provenienza degli antichi coloni sia quella della zona costiera o dell'immediato entroterra fra i fiumi Cetina e Narenta. Probabilmente il primo loro insediamento nel territorio di Montemitro fu quello in località Selo, che in croato significa appunto paese, villaggio, a circa 3 km dall'attuale centro abitato.

### Simboli
Lo stemma e il gonfalone sono stati concessi con decreto del presidente della Repubblica del 24 aprile 1997.
Lo stemma è partito: nella prima metà è raffigurata una torre d'oro in campo rosso sormontata da una stella; nella seconda metà l'immagine di santa Lucia.
Il gonfalone è un drappo di azzurro.

## Monumenti e luoghi d'interesse
- Chiesa parrocchiale di Santa Lucia: si trova nel centro del paese. La chiesa ha un bel portale gotico laterale, della metà del Duecento, ad arco ogivale con modanature a fogliette d'acanto. La chiesa è stata costruita nel XVIII secolo con le donazioni della popolazione locale. La chiesa ha impianto rettangolare, di antico si conserva il portale gotico laterale, la facciata è molto schiacciata dalla presenza della torre campanaria, il piccolo portale di ingresso è decorato da una modanatura ad andamento ondulare, spezzata al centro. L'interno a navata unica, decorato da stucchi in stile neoclassico, ha lateralmente due nicchie con statue di santi, presso l'altare maggiore ci sono altre due nicchie laterali, con la statua processionale della Santa e quella della Immacolata Concezione, inoltre si conserva una tela di Santa Lucia presso l'altare maggiore, ispirata alla scuola napoletana dei Vaccaro.
- Cappella di Santa Lucia Vergine e Martire: si trova nella zona sud a circa 3 km dal paese, presso un bosco. La chiesetta costruita negli anni '30, da parte degli abitanti del luogo e dai paesi vicini, è meta di pellegrinaggio nel giorno della prima domenica in albis. È una cappella molto semplice a impianto di capanna, in pietra non sbozzata, con tetto spiovente.

## Società

### Evoluzione demografica
Abitanti censiti

## Economia

### Artigianato
Tra le attività più tradizionali vi sono quelle artigianali, che pur non essendo diffuse come nel passato non sono del tutto scomparse, e si distinguono per l'arte della tessitura a mano finalizzata alla realizzazione di coperte e di panni grezzi.

## Amministrazione
Di seguito è presentata una tabella relativa alle amministrazioni che si sono succedute in questo comune.
| Periodo        | Periodo           | Primo cittadino           | Partito                   | Carica  | Note  |
| -------------- | ----------------- | ------------------------- | ------------------------- | ------- | ----- |
| 12 giugno 1985 | 28 maggio 1990    | Lucio Piccoli             | Democrazia Cristiana      | Sindaco | [ 7 ] |
| 28 maggio 1990 | 24 aprile 1995    | Giovanni Emilio Giorgetta | Democrazia Cristiana      | Sindaco | [ 7 ] |
| 24 aprile 1995 | 14 giugno 1999    | Maurizio Giorgetta        | Partito Popolare Italiano | Sindaco | [ 7 ] |
| 14 giugno 1999 | 14 giugno 2004    | Sergio Sammartino         | lista civica              | Sindaco | [ 7 ] |
| 14 giugno 2004 | 8 giugno 2009     | Sergio Sammartino         | lista civica              | Sindaco | [ 7 ] |
| 8 giugno 2009  | 1º settembre 2011 | Valentina Giorgetta       | lista civica              | Sindaco | [ 7 ] |
| 6 maggio 2012  | 12 giugno 2017    | Sergio Sammartino         |                           | Sindaco | [ 7 ] |
| 12 giugno 2017 | 12 giugno 2022    | Sergio Sammartino         | lista civica              | Sindaco | [ 7 ] |
| 11 giugno 2022 | in carica         | Sergio Sammartino         | lista civica              | Sindaco | [ 7 ] |